# Stadion Baildonu Katowice
Stadion Baildonu Katowice – nieistniejący stadion piłkarski Katowicach, który był położony przy ulicy Gliwickiej na terenie dzielnicy Załęże, w miejscu późniejszego centrum rozrywki Punkt 44. Posiadał pełnowymiarowe boisko piłkarskie, a jego pojemność wynosiła 4 tys. miejsc.
Przed II wojną światową na boisku swoje spotkania do 1939 roku rozgrywali piłkarze klubu Naprzód 1912 Załęże. Po II wojnie światowej było użytkowane przez klub Baildon Katowice założony 24 lutego 1945 roku w Dębie, który na przełomie lat 40. i 50. XX wieku grał w II lidze, a w sezonie 1967/1968 dotarł do półfinału Pucharu Polski. W 1988 roku sekcja piłkarska Baildonu Katowice została rozwiązana. 
Boisko zostało zlikwidowane pod koniec lat 90. XX wieku. W jego miejscu powstało centrum rozrywki Punkt 44.